# Кароль Янковський

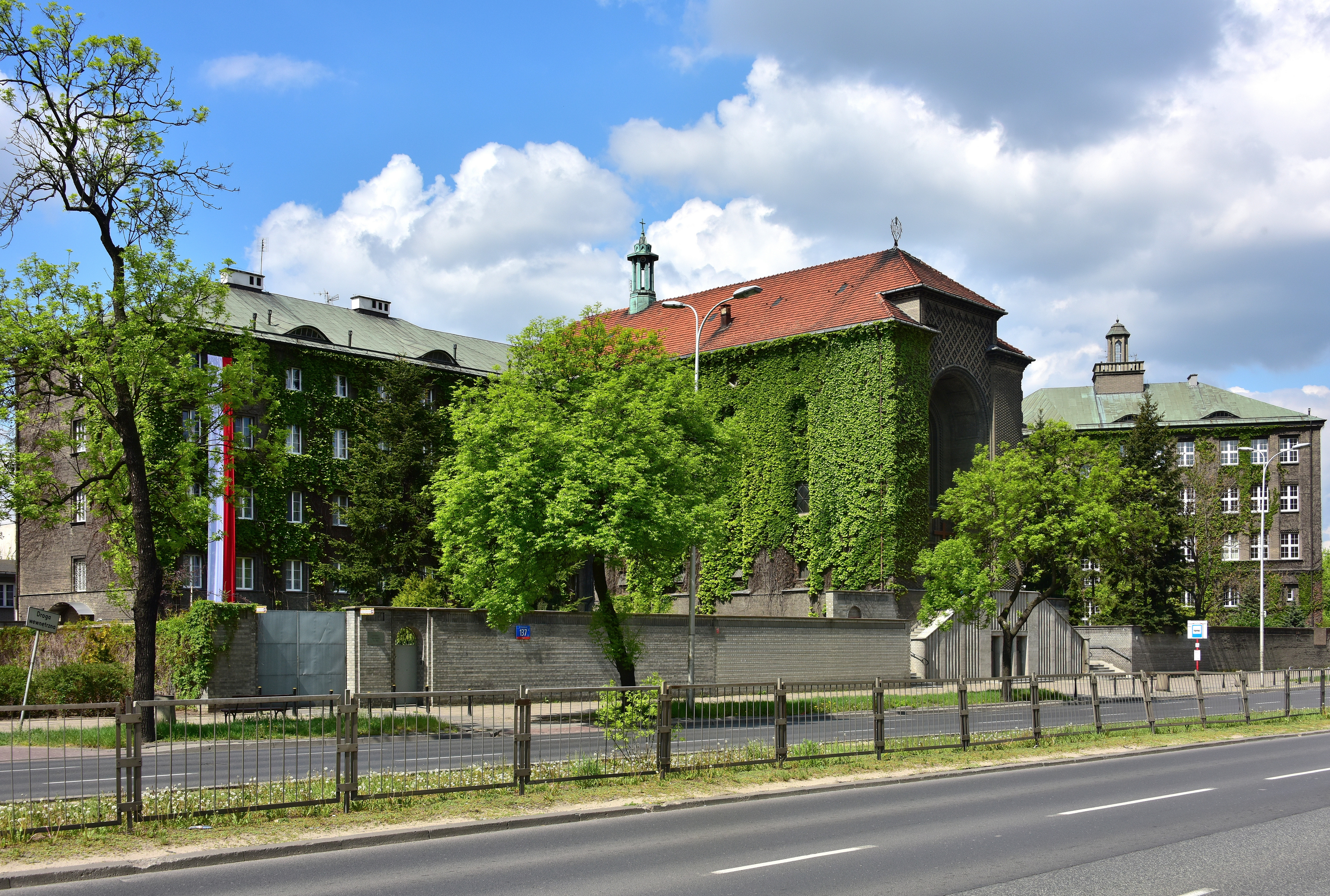
Навчальний заклад Сестри Святої Родини з Назарету з церквою св. Юзефа Нареченого за адресою вул. Черняковська 137 у Варшаві

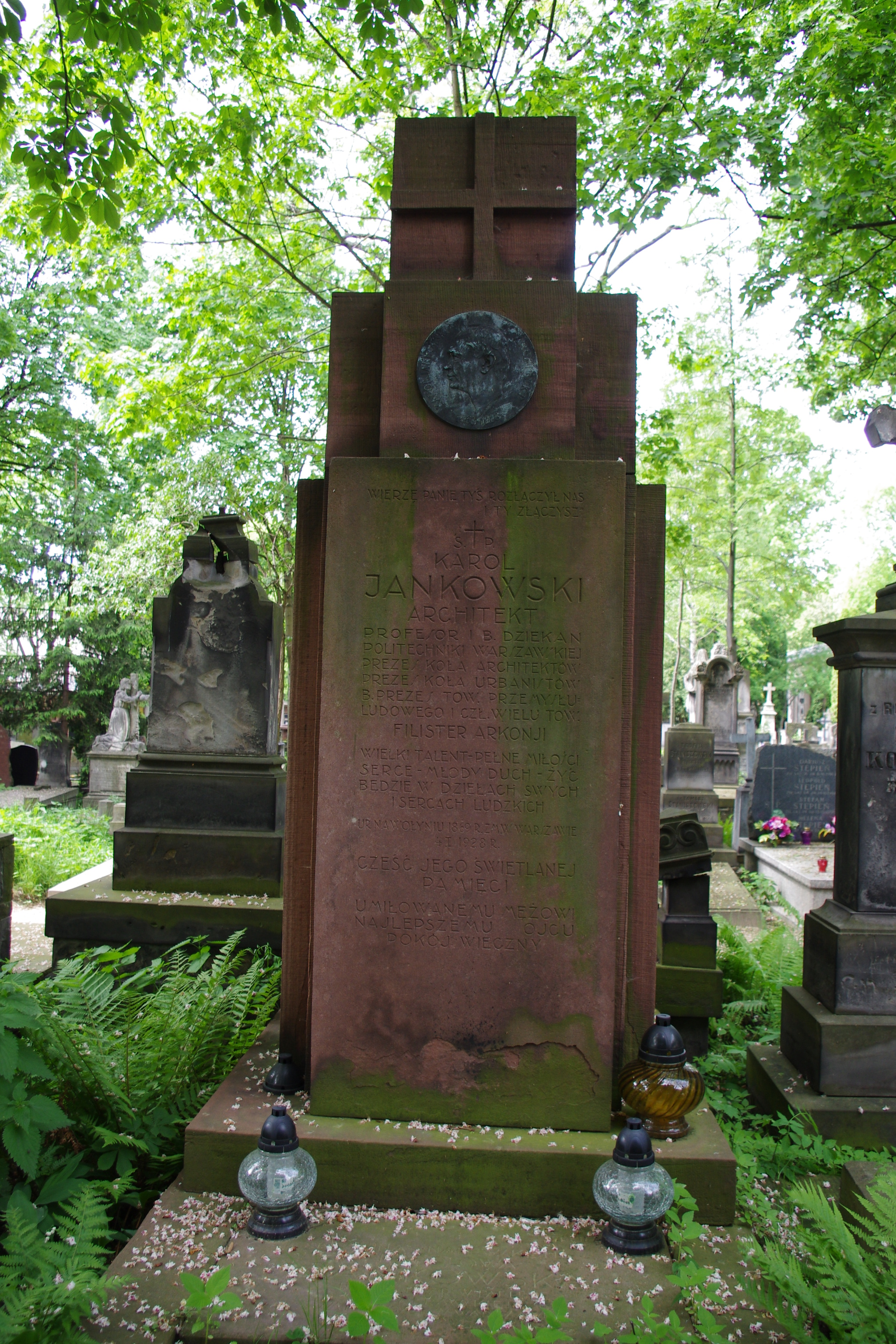
Могила Кароля Янковського у Старому Повонському у Варшаві

Кароль Марцін Болеста-Янковський (пол. Karol Marcin Bolesta-Jankowski; 21 листопада 1868, Ізяслав — 4 січня 1928, Варшава) — польський архітектор.

## Життєпис
Після закінчення школи святого Павла в Одесі він навчався у Ризькій політехніці, де 1899 року отримав диплом інженера-архітектора з відзнакою. Під час навчання він був прийнятий до академічної корпорації Арконія. Вже в перші роки своєї професійної кар'єри він отримував нагороди за конкурсні проєкти для будівель музею та міської ратуші Риги. З моменту свого прибуття до Варшави, 1901 року, він почав співпрацювати з архітектором Францішеком Лілпопом, спочатку як помічник, а пізніше як партнер.
Він був одним із організаторів Варшавського політехнічного університету, особливо його архітектурного факультету, де він почав читати лекції у листопаді 1915 року. З 1919 року — доцент кафедри міського дизайну, 1921 року — кандидат у професори, а в 1915—1919 роках — також делегат академічного сенату. Наступні два навчальні роки — 1923/1924 та 1924/1925 — він був деканом архітектурного факультету. Кароль Янковський був активним у професійних організаціях, очолював групу архітекторів Асоціації техніків та Товариства містобудівників. Крім того, він належав до Товариства сприяння народній індустрії та ініціював діяльність журналу «Architektura i Budownictwo».
Помер у Варшаві. Похований на Повонзківському цвинтарі (сектор 165-1-13).

## Архітектурна спадщина
В його доробку — низка архітектурних творінь (деякі спільно з Lilpop). Серед варшавських праць такі будівлі: фабрика Сестри Святої Родини з Назарету на вулиці Черняковська, 137, вулиця Брацька, 25, аеродинамічний інститут Варшавського технологічного університету на вулиці Нововейська, Банк Об'єднаних Польських Земель на Варецькій площі, Франциска Стефчика на вулиці Варецькій, будинки за адресами Алея Рож, 8 та 10, Білянська, 18, Кредитова, 3 та Монюшки, 2.
В околицях Варшави збудовано протитуберкульозний санаторій у Рудці та будівлі акціонерного товариства «Урсус» у Чеховіце. Серед інших творів Янковського є палаци та садиби в Szatyjów, Рокишкісі, Рашкуві, Фаленіці, Суховолі, Бондарувці та Костел Пресвятого Серця Ісуса в Малкінії. Він отримав першу премію на конкурсі за дизайн будівлі комерційної школи в Лодзі.
За словами Станіслава Лози, у своїх проєктах Янковський дотримувався архітектурних тенденцій, що панують у Центральній Європі. Юліан Самуйло наводить такі особливості його дизайну: логічність побудови, простоту, ідеальне відчуття форми.
Член журі конкурсів архітектурних проектів костелу для села Орлув (1910), Торгівельної школи в Каліші (1912), проектів вівтаря для костелу Збавителя у Варшаві (1913), школи імені Сташиця у Варшаві (1914), катедри в Катовіцах (1925), костелу св. Роха в Білостоку (1926), Державної промислово-ремісничої школи в Познані (1927).
Нереалізовані проекти
- 3 місце на конкурсі проектів будинку Товариства взаємної допомоги працівників торгівлі і промисловості (співавтор Ф. Лілпоп).[13]
- 2 місце на конкурсі проектів будинку на розі вулиць Хмельної і Зельної у Варшаві[14]
- Проект комплексу житлових будинків кооперативу «Jedność» на розі вулиць Фільтрової і Сухої у Варшаві. Створений для закритого конкурсу 1925 року, де здобув друге місце.[15]
- Конкурсний проект перебудови ратуші у Варшаві на площі Театральній. 1927 рік. Співавтор Францішек Лілпоп. Не здобув нагород. Планувалось щільно забудувати терени без надмірної надбудови існуючих корпусів.[16]